# Chapelle Notre-Dame-du-Cloître
Pour les articles homonymes, voir Chapelle Notre-Dame.
La Chapelle Notre-Dame-du-Cloître est édifice religieux catholique située  au lieu-dit "Le Cloître", à Quistinic dans le Morbihan. Elle date de 1638.

## Historique
La Chapelle  Notre-Dame-du-Cloître est construite à proximité du château de la Villeneuve-Jacquelot et adopte un plan rectangulaire. La date de construction, 1638, est lisible sur le contrefort nord-est.
Le principal décor se trouve sur la porte en anse surbaissée du côté sud. 
Les motifs d'ornementations sont des losanges, des volutes crosses et des pilastres feuilletés. 
L'intérieur possède un dallage de granit. 
La statue en bois, de Notre Dame du Cloître ou de Notre Dame de Bon Secours, date de 1638.
La Chapelle Notre-Dame-du-Cloître fait l’objet d’une inscription au titre des monuments historiques depuis le 17 septembre 1973.

## Architecture

### Le chevet

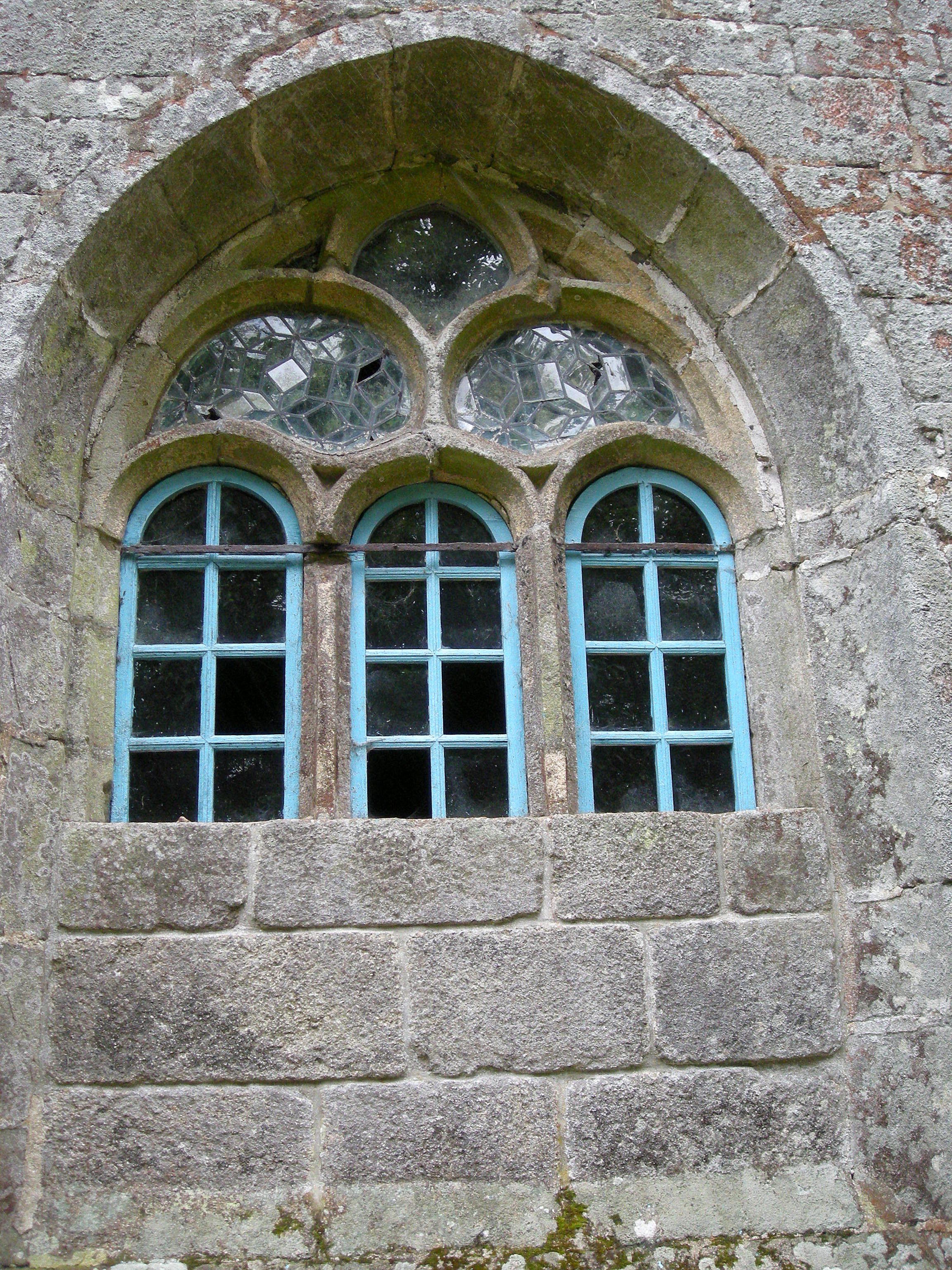
La verrière du chevet.
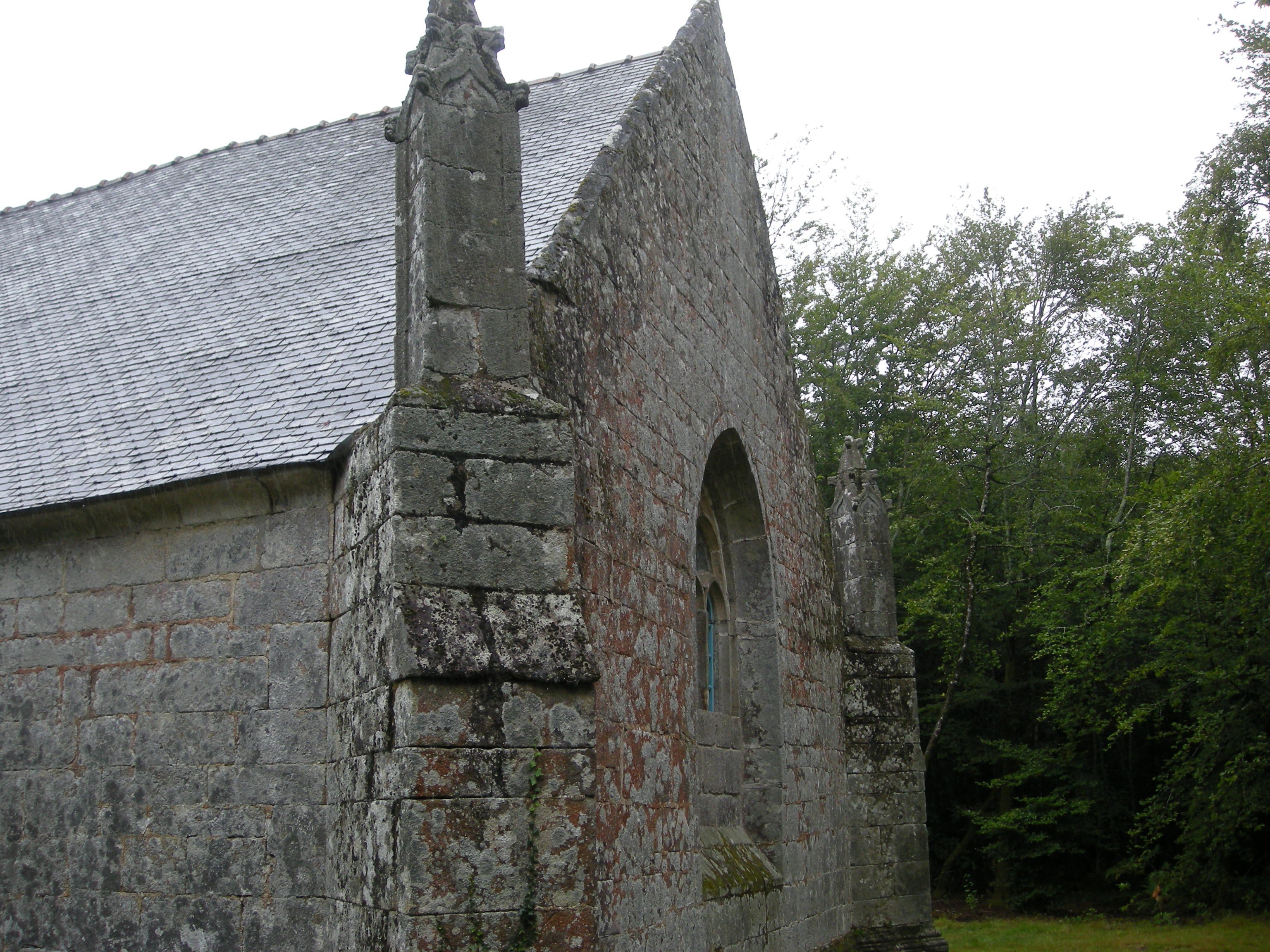
Le chevet.

### La façade ouest

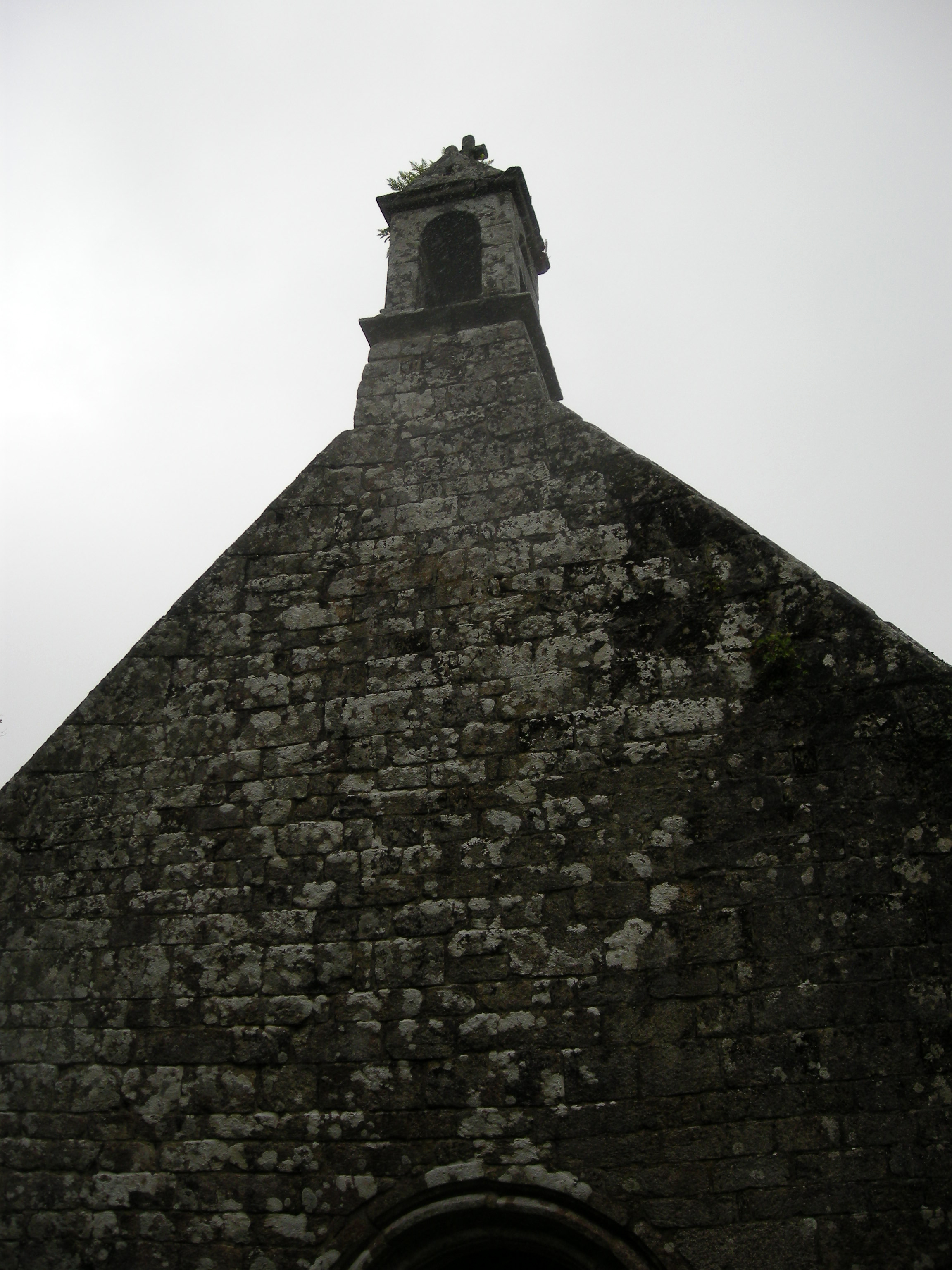
La façade ouest et le clocher.
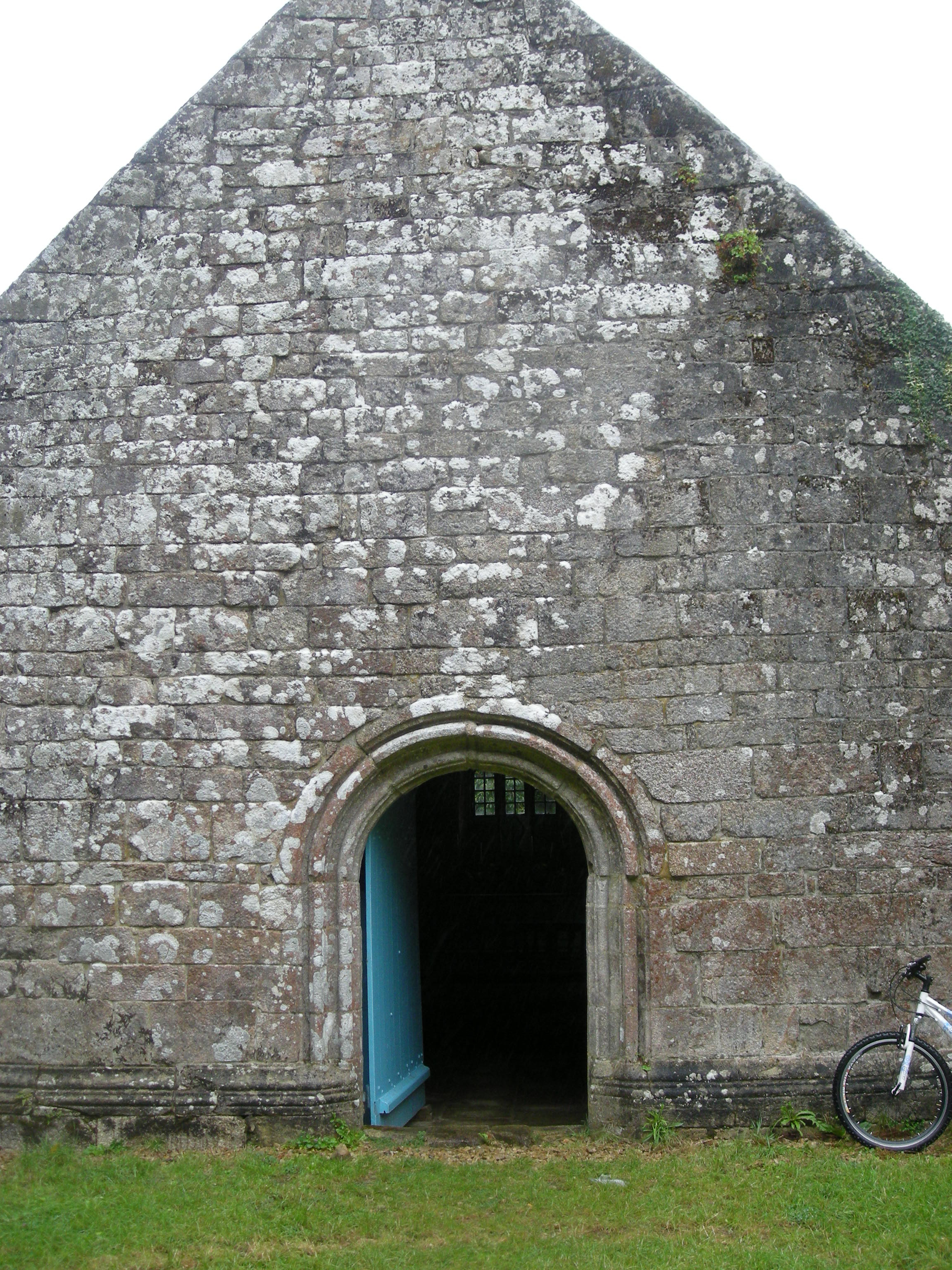
La porte ouest.

### La façade sud

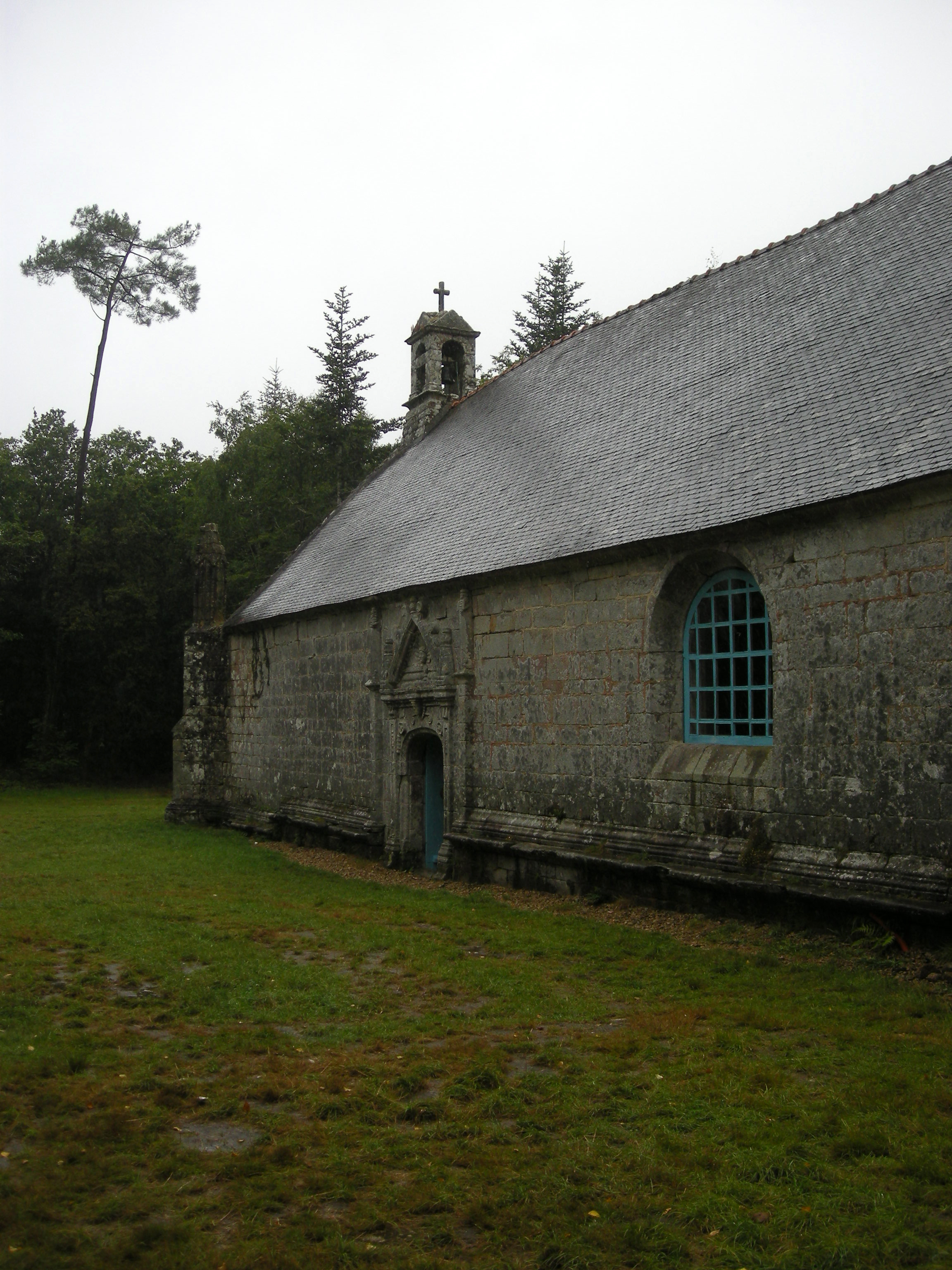
La façade sud.